# Denkmäler aus Ägypten und Äthiopien
Denkmäler aus Ägypten und Äthiopien (littéralement Monuments d'Égypte et d'Éthiopie, où « Éthiopie » était alors synonyme de Nubie) est une œuvre monumentale de Karl Richard Lepsius publiée en Prusse dans les années 1849 - 1859. Tout comme la Description de l'Égypte, publiée quarante ans plus tôt, l'ouvrage est aujourd'hui encore régulièrement consulté par les égyptologues.
Il contient la documentation scientifique obtenue par l'expédition prussienne de Lepsius en Égypte et en Nubie entre 1842 et 1845, afin de rassembler des connaissances sur les monuments locaux de la civilisation égyptienne ancienne. Cette expédition, calquée sur la mission napoléonienne, était composée de géomètres, de dessinateurs et d'autres spécialistes. La mission est arrivée à Gizeh en novembre 1842 et a passé six mois à réaliser certaines des premières études scientifiques des pyramides de Gizeh, d'Abousir, de Saqqarah et de Dahchour. Ils ont découvert soixante-sept pyramides, enregistrées dans la liste de Lepsius, et plus de cent-trente tombes. Au cours de la mission, l'équipe prussienne a collecté environ 15 000 objets et plâtres, qui constituent aujourd'hui le cœur de la collection du Musée égyptien de Berlin.
L'ouvrage a été publié en douze volumes de grand format, complétés ultérieurement par cinq volumes de notes. Il contient des cartes très précises pour l'époque, ainsi que près de neuf-cents planches de monuments et copies d'inscriptions.

## Contenu
Section I : Topographie et Architecture
- Vol. I : pages I-LXVI
- Vol. II : pages LXVII-CXLV

Section II : Monuments de l'Ancien Empire
- Vol. III : pages I-LXXXI
- Vol. IV : pages LXXXII-CLIII

Section III : Monuments du Nouvel Empire
- Vol. V : pages I-XC
- Vol. VI : pages XCI-CLXXII
- Vol. VII : pages CLXXIII-CCXLII
- Vol. VIII : pages CCXLIII-CCCIV

Section IV : Monuments de la période de la domination grecque et romaine
- Vol. IX : pages I-XC

Section V : Monuments éthiopiens
- Vol. X : pages I-LXXV

Section VI : Inscriptions à l'exception des feuillets hiéroglyphiques
- Vol. XI : pages I-LXIX
- Vol. XII : pages LXX-CXXVII

## Voir également
- Liste de Lepsius
- Alphabet standard de Lepsius